# El Tanque
El Tanque – gmina w Hiszpanii, w prowincji Santa Cruz de Tenerife, we wspólnocie autonomicznej Wysp Kanaryjskich, o powierzchni 23,65 km². W 2011 roku gmina liczyła 2848 mieszkańców.